# 고흥 외나로도 상록수림
고흥 외나로도 상록수림(高興 外羅老島 常綠樹林)은 대한민국 전라남도 고흥군 봉래면 신금리, 외나로도에 있는 상록수림이다. 1989년 1월 14일 대한민국의 천연기념물 제362호로 지정되었다.

## 개요
이 상록수림은 고흥읍에서 남동쪽으로 25㎞ 떨어진 외라로도(外羅老島)의 서북쪽 바닷가에 위치해 있다.
상록수림을 구성하고 있는 식물들로는 구실잣밤나무, 후박나무, 팽나무, 상수리나무, 개서어나무, 동백나무, 보리밥나무, 감탕나무, 송악, 개산초, 폭이사초, 갯까치수영 등이 있다.
이 상록수림은 물고기가 서식하는데 알맞는 환경을 제공하여 물고기떼를 해안으로 유인하는 어부림의 역할을 하고 있으며, 우리나라의 몇 안되는 상록수림으로서 난대림상을 그대로 지니고 있어 학술적 가치가 크므로 천연기념물로 지정·보호하고 있다.

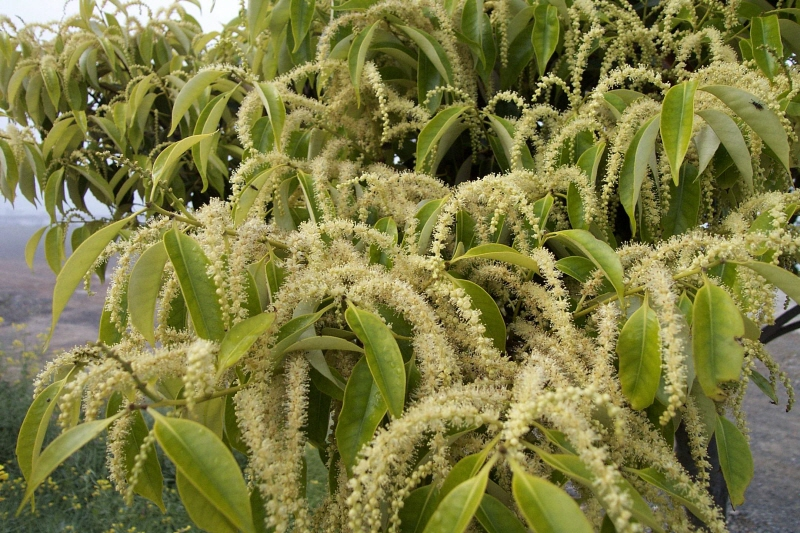
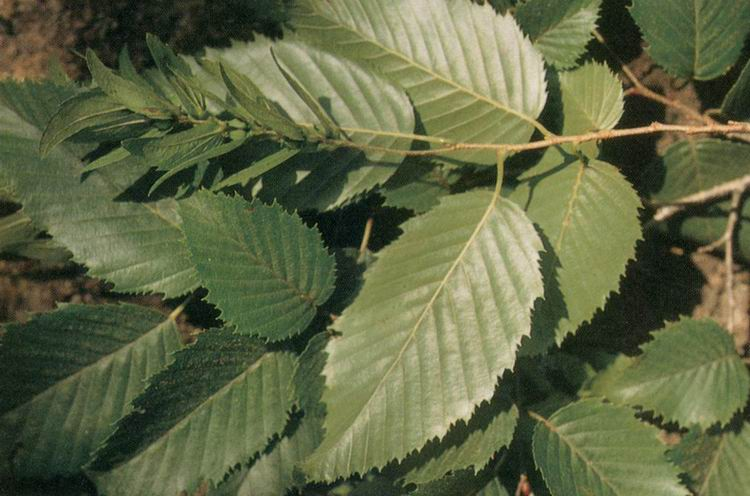
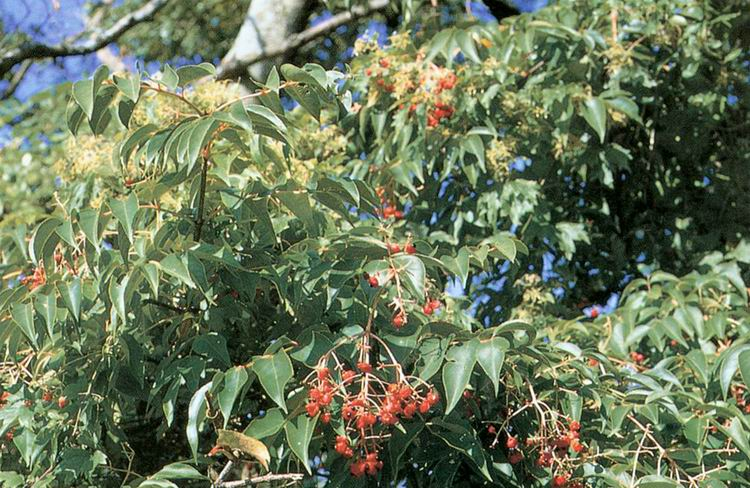

## 같이 보기
- 외나로도

## 참고 자료
- 고흥 외나로도 상록수림 - 국가유산청 국가유산포털